# 二耳沼兰
二耳沼兰（学名：Crepidium biauritum）为兰科沼兰属下的一个种。

## 扩展阅读
- 維基物種上的相關：二耳沼兰